# Косути (Люблінське воєводство)
Косути (пол. Kosuty) — село в Польщі, у гміні Станін Луківського повіту Люблінського воєводства. Населення — 585 осіб (2011).

## Історія
Станом на 1921 рік село Косути Едукацийні належало до гміни Станін Луківського повіту Люблінського воєводства міжвоєнної Польщі.
За офіційним переписом населення Польщі 10 вересня 1921 року в селі Косути Едукацийні налічувалося 51 будинків та 385 мешканців, з них:
- 180 чоловіків та 205 жінок;
- 356 римо-католиків, 17 православних, 12 юдеїв;
- 355 поляків, 16 українців, 12 євреїв, 2 особи іншої національності;

У 1975—1998 роках село належало до Седлецького воєводства.

## Демографія
Демографічна структура станом на 31 березня 2011 року:
|          | Загалом | Допрацездатний вік | Працездатний вік | Постпрацездатний вік |
| -------- | ------- | ------------------ | ---------------- | -------------------- |
| Чоловіки | 306     | 83                 | 190              | 33                   |
| Жінки    | 279     | 61                 | 155              | 63                   |
| Разом    | 585     | 144                | 345              | 96                   |